# Tremella coppinsii
Tremella coppinsii är en svampart som beskrevs av Diederich & G. Marson 1988. Tremella coppinsii ingår i släktet Tremella och familjen Tremellaceae.  Arten är reproducerande i Sverige. Inga underarter finns listade i Catalogue of Life.